# Charles Heaphy

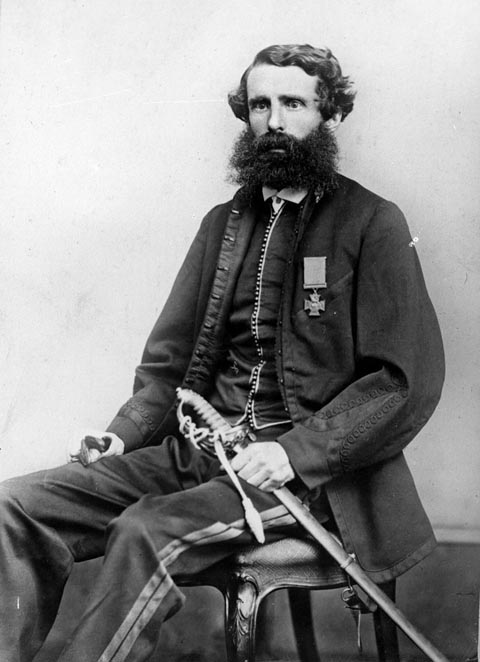
Charles Heaphy (1867)

Charles Heaphy VC (* 1820 in London, England; † 3. August 1881 in Brisbane, Australien) war ein englischgebürtiger neuseeländischer Zeichner, Maler, Soldat, Forscher, Entdecker und Staatsdiener in der früheren Kolonie Neuseeland. Er war Träger des Victoria Cross, der höchsten militärischen Auszeichnung Großbritanniens und des Commonwealth.

## Frühen Jahre
Charles Heaphy wurde 1820 als zweiter Sohn der Eheleute Thomas Heaphy (1775–1835) und Mary Stevenson in England geboren. Er war jüngstes Kind und hatte vier Geschwister, von denen sein älterer Bruder Thomas Heaphy junior (1813–1873) und zwei seiner Schwestern später ebenfalls bekannte Künstler wurden. Heaphys Mutter soll kurz nach seiner Geburt gestorben sein. Sein Vater war ein bekannter Aquarell- und Miniaturmaler mit gutem Auskommen, begleitete als Maler den Duke of Wellington im Napoleonischen Krieg auf der Iberischen Halbinsel und war 1823 Mitbegründer der Royal Society of British Artists und ihr erster Präsident.
Über Heaphys Kindheit und Ausbildung ist wenig bekannt, doch musste er wohl das Zeichnen und Malen von seinem Vater erlernt haben. Nach einer Kunst-Tour mit seinem Vater durch Italien besuchte Heaphy über fünf Jahre verschiedene Kurse, um sich künstlerisch weiterzuentwickeln. Finanziert wurde seine Ausbildung von einer Londoner Firma, die sein Potenzial erkannte und ihn fördern wollte. 1835 stellte Heaphy, erst dreizehnjährig, einige seiner Aquarelle im British Institute aus.
Als sein Vater 1835 starb, nahm Heaphy für 18 Monate einen Job als Zeichner bei der London and Birmingham Railway Company an. Von 1837 an, besuchte er dann für zwei Jahre die Royal Academy of Arts, allerdings nur sporadisch.

## Neuseeland
Über die Royal Academy kam er in Kontakt mit Edward Gibbon Wakefields New Zealand Company, von der er sich am 6. Mai 1839 als Zeichner für eine Expedition nach Neuseeland anheuern ließ. Bereits drei Tage später verließ er auf der Tory England von Plymouth aus und erreichte zusammen mit der Expeditionscrew Port Nicholson in Neuseeland im August 1839. Auf ihrer ersten Expedition in den Queen Charlotte Sound landeten sie am 18. August 1839 in Ship Cove, einer kleinen Bucht. Heaphy fertigte dort sein erstes Werk an, ein ornithologisches Gemälde von zwei Kakariki (Papageienart). Es folgten Zeichnungen und Aquarelle von Tieren, Pflanzen, Landschaften, Gebäuden, Karten und von Personen, wie zum Beispiel von Te Rauparaha, Te Wharepouri, Honiana Te Puni-kokopu, Te Hiko-o-te-rangi und Te Rangihaeata (1840). Er reiste mit der Tory nach Hokianga Harbour und Kaipara, im April 1840 zu den Chatham Islands, erforschte nach seiner Rückkehr Wanganui und die Region Taranaki, machte sich im April 1841 erstmals mit den Ansiedlungen um Wellington und Thorndon Flat bekannt und nahm im Oktober 1841 an der Expedition unter Arthur Wakefield in das spätere Siedlungsgebiet um Nelson teil.

## Besuch in England
Im November 1841 wurde er von der New Zealand Company zurück nach England geschickt, um von dem Siedlungsvorhaben um Nelson zu berichten und seine Zeichnungen in Auftrage der Company zu veröffentlichen. In England angekommen, publizierte er 1842 sein Buch A Narrative of a Residence in Various Parts of New Zealand.

## Zurück in Neuseeland
Im Januar 1843 kehrte er zurück nach Nelson, versuchte sich zuerst in der Farmwirtschaft, folgte dann aber im Februar 1846 einer Einladung von William Fox und E. Kehu an einer Expedition an der West Coast teilzunehmen. Im März 1846 ging er zusammen mit Thomas Brunner auf eine fünfmonatige Expedition in unerforschtes Land die West Coast südlich hinunter bis 36 Meilen südlich von Arahura. Im August 1846 kam er zurück nach Nelson und nahm dort an Vermessungsarbeiten der Landschaft teil.
Im Mai 1848 berief ihn Gouverneur George Grey nach Auckland und stellte ihn als Zeichner für das Auckland Survey Office ein. Als auf der Coromandel Peninsula Gold gefunden wurde, beförderte man ihm zum Bevollmächtigten der Goldfelder Coromandel. Er hatte diese Position von November 1852 bis Juni 1853 inne und wurde im September 1856 in Auckland zum Provinzlandvermesser befördert. Er beteiligte sich 1859 an den Arbeiten von Ferdinand von Hochstetter bei seinen geologischen Untersuchungen der Auckland Volcanic Fields und arbeitet für Donald McLean im Land Purchase Department (Amt für Landverkäufe).

## Familie
Am 30. Oktober 1851 heiratete Heaphy Catherine Letitia Churton, Tochter eines führenden Geistlichen aus Auckland. Aus ihrer Ehe gingen keine Kinder hervor, sie nahmen aber zwei Kinder aus der Familie seiner Frau in ihre Obhut.

## Karriere als Soldat
1859 trat er den neu gegründeten Auckland Rifle Volunteers (Freiwilligentruppe in Auckland) bei. Heaphy war ein großer Befürworter eines Kriegs gegen die Māori in Taranaki und noch kurz vor Beginn des Waikatokriegs war er im Juli 1863 am Bau einer zu militärischen Zwecken genutzten Straße von Auckland nach Waikato beteiligt und arbeitete unter Leutnant General Duncan Cameron als militärischer Landvermesser. Zu Beginn des Kriegs meldete er sich dann freiwillig an die Front und wurde noch im August 1863 zum Leutnant befördert. Seine Kenntnisse über das Land waren für die Militärs von großem Wert. So wurde er im Januar 1864 dem Colonel Henry Havelocks Flying Column im Rang eines Hauptmanns zugeordnet. Als am 10. Februar 50 Männer des Regiments auf dem Weg zum Mangapiko River nahe Paterangi Pa in einen Hinterhalt von Māori-Kriegern gerieten, rettete Heaphy einen Schwerverletzten trotz andauerndem Beschuss. Er selbst wurde dabei durch drei Kugeln verwundet. Colonel Havelock meldete Heaphys Tat dem Commander in Chief (Oberbefehlshaber), der sich für die Verleihung des Victoria Cross an Heaphy einsetzte. Im Mai 1864 wurde er zum Major befördert. Da aber die Verleihung dieses Ordens nur regulären Soldaten vorbehalten war, zog sich der Klärungs- und Entscheidungsprozess für eine Ausnahme über drei Jahre hin. Am 11. Mai 1867 wurde ihm schließlich der Orden dann doch während einer Militärparade in Auckland verliehen. Er war damit der erste britische Soldat in der Kolonie, der die Auszeichnung bekam.

## Zurück ins Zivilleben
Im März 1864 kehre Heaphy ins Zivilleben zurück und wurde zum Cheflandvermesser der Regierung berufen. Ein Korruptionsvorwurf kostete ihn im Dezember 1865 den Job. Er wurde aber im Januar des folgenden Jahres in Auckland als Provinzlandvermesser wieder beschäftigt. An Politik interessiert, gewann er 1867 einen Sitz im Parlament und saß vom Juni 1867 bis Oktober 1869, Julius Vogel unterstützend, für den Auckland-Wahlkreis Parnell im House of Representatives. Im September 1868 gab Heaphy seinen Job als Provinzlandvermesser auf und investierte in eine Goldbergbaufirma, nahe Thames, gab aber ein Jahr später wegen Verlusten wieder auf.
In Anerkennung seiner politischen Unterstützung der Regierung als Abgeordneter bekam er danach wieder einen Job im Staatsdienst und wurde Beauftragter für Māori-Reservate. 1878 übernahm er die Aufgaben eines Government Insurance Commissioner (Regierungsbeauftragter für Versicherungen) und im September 1878 wurde er zum Richter des Native Land Court berufen. Im Juni 1881 gab er krankheitsbedingt alle Positionen auf und ging mit seiner Frau nach Australien. Dort starb er am 3. August 1881 in Brisbane. 80 Jahre später wurde sein Grab auf dem Toowong Cemetery in Brisbane wiederentdeckt und von der Regierung von Neuseeland mit einer Soldaten-Tafel versehen.

## Ehrungen
- 1867 – Victoria Cross, verliehen am 11. Mai 1867
- Heaphy River, Fluss im Nordwesten der Südinsel, posthum nach ihm benannt
- Heaphy Track, 78,4 km langer alpiner Wanderweg durch den Kahurangi National Park, posthum nach ihm benannt

## Werke
- Charles Heaphy: A Narrative of a Residence in Various Parts of New Zealand. Capper Press, Christchurch 1972 (englisch, Erstausgabe:  1842).
- Charles Heaphy: Beyond the Nelson Lakes. In: Great journeys in old New Zealand: travel and exploration in a new land. Bush Press, Auckland 1995, S. 115–123 (englisch, Erstausgabe:  1846).
- Charles Heaphy. DigitalNZ, abgerufen am 20. Juni 2013 (englisch, über 260 digitalisierte Fotografien von ihm selbst und von seinen Werken (Skizzen, Zeichnungen und Aquarelle)).